# Gastrodia zeylanica
Gastrodia zeylanica är en orkidéart som beskrevs av Rudolf Schlechter. Gastrodia zeylanica ingår i släktet Gastrodia och familjen orkidéer. Inga underarter finns listade i Catalogue of Life.